# Befreiungsdenkmal (Innsbruck)

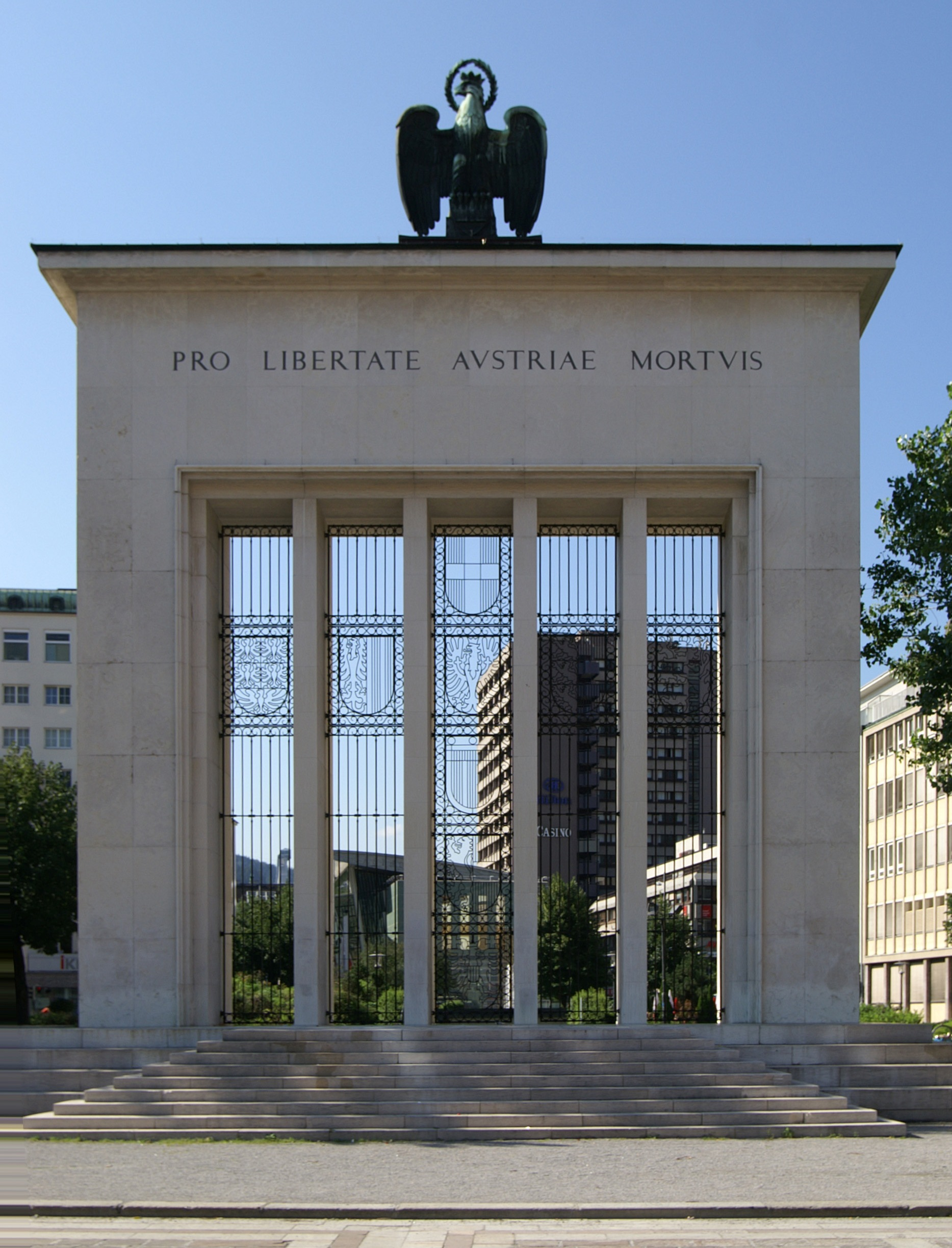
Frontseite (2007)

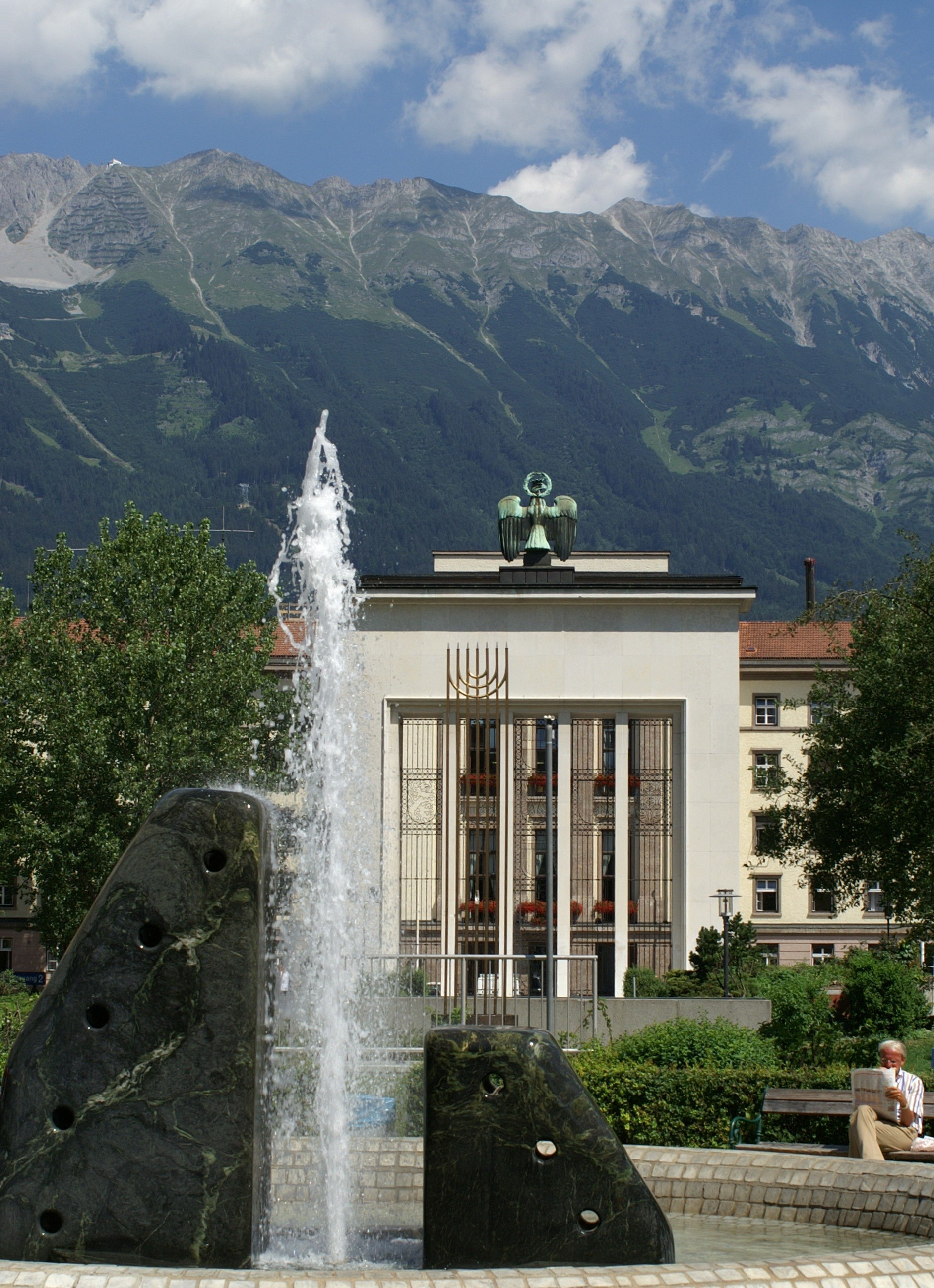
Rückseite (2007), davor der Brunnen und das Pogromdenkmal

Das Befreiungsdenkmal ist ein Triumphtor am Eduard-Wallnöfer-Platz in Innsbruck. Es wurde 1948 von der französischen Militärregierung errichtet und soll an den Widerstand Einheimischer in der NS-Zeit und an die gefallenen alliierten Soldaten erinnern.

## Entstehung
Das Befreiungsdenkmal wurde von 1946 bis 1948 erbaut. Das Gesamtkonzept stammte vom französischen Architekten Jean Pascaud. Die Adlerfigur erfolgte nach einem Entwurf von Emmerich Kerle durch den Schlosser und späteren Stadtrat Anton Fritz (ÖVP), der auch die Gitter gestaltete. Archivalien der Entstehung befinden sich im Ferdinandeum.

## Beschreibung
Das Denkmal hat die Gestalt eines Triumphtores im Stil des Neoklassizismus. Es ist etwa 20 m hoch ebenso breit, wobei die zentrale Struktur ohne Adlerfigur und Sockel etwa 15 × 15 m bemisst. Der Architrav trägt auf der Front die Inschrift „PRO LIBERTATE AUSTRIAE MORTUIS“ (Den für die Freiheit Österreichs Gestorbenen). Der Tiroler Adler mit Binnenschild besteht aus Kupfer und hat eine Höhe von 3,5 m.
Die fünf Tordurchgänge werden durch Gitter versperrt. In diesen zeichnen sich in der Form des christlichen Kreuzes die Wappen der neun österreichischen Bundesländer ab. Seit 2011 verbirgt eine neue Platzgestaltung den Sockel, der als flache Treppe mit elf Stufen ausgeführt ist. Zu dieser Zeit wurden die Schmalseiten des Bauwerks umgestaltet. Dort sind nun unter der Überschrift „Den für die Freiheit Österreichs Gestorbenen“ 107 Namen verzeichnet. 2015 kamen weitere 16 hinzu.

## Namentliche Würdigung
Auf der westlichen Seite des Denkmals befinden sich folgende Namen:
| - Josef Axinger - Michael Bazil - Anton Bodenwinkler - Matthäus Burgstaller - Walter Caldonazzi - Alfons Degaspari - Johann Desch - Rudolf Eder - Alois Graus - Georg Gruber - Anna Gründler - Marian Kuderna - Stefan Kuderna - Konrad Meier - Robert Moser - Andreas Obernauer - Josef Pair |  | - Johann Pechriggl - Maria Peskoller - Viktor da Pont - Anton Rausch - Anton Rettenbacher - Johann Rieder - Narciso Riet - Hedwig Romen - Josef Salcher - Josef Schmiderer - Johann Schmidt - Albert Alois Schnitzer - Johann Schroffner - Karl Seemann - Rosa Stallbaumer - Johann Steinmayer - Anton Stock |  | - Franz Stolzlechner - Adele Stürzl - Ferdinand Thaler - Otto Thies - Konrad Tiefenthaler - Martin Tissner - Leopold Tomschik - Ludwig Totzenberger - Albert Troppmair - Stefan Valentinotti - Hans Vogl - Karl Weiroster - Josef Werndl - Lorenz Wernisch - Josef Wieser - Johann Winkler |

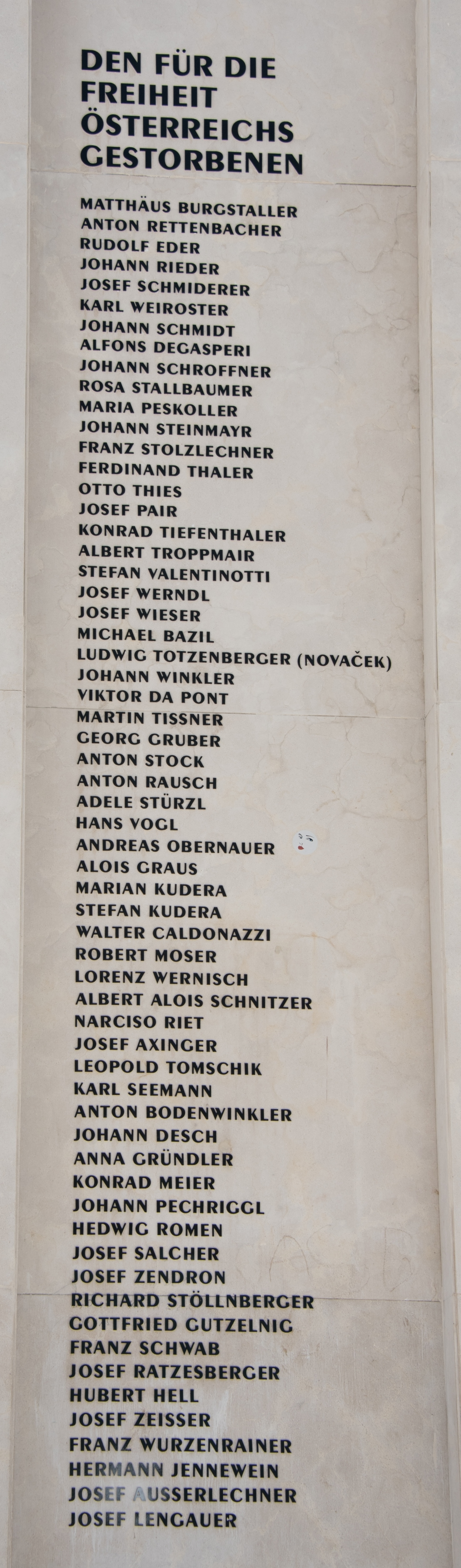
Namentliche Würdigungen

Auf der östlichen Seite des Denkmals befinden sich folgende Namen:
Den für die Freiheit Österreichs Gestorbenen
| - Paul Anetter - Max Bär - Alois Brunner - Josefine Brunner - Viktor Czerny - Helene Delacher - Heinrich Depaoli - Ferdinand Eberhart - Johann Erler - Peter Falkner - Georg Fankhauser - Ernst Federspiel - Nikolaus Federspiel - Alois Flatscher - Franz Frank - Sepp Gangl - Jakob Gapp - Johann Gasser - Franz Gruber |  | - Alfred Grundstein - Andreas Hofer - Alois Holzer - Ferdinand Humer - Alois Hupfau - Shmuel David Janaszewicz - Jakob Justmann - Karl Killinger - Anton Kofler - Walter Krajnc - Carl Lampert - Franz Mair - Adolf Martinek - Hubert Mayr - Karl Mayr - Johann Mentil - Franz Josef Messner - Otto Neururer |  | - Anton Obholzer - Ernst Ortner - Emil Palla - Hugo Paterno - Oskar Pfeifer - Anton Pils - Hugo Pircher - Josef Pontiller - Erich Ranacher - Franz Reinisch - Nikolaus Schwarz - Antonia Setz - Franz Setz - Anton Steiner - Florian Steiner - Lorenz Steiner - Alfons Sturm - Klara Sturm |